# Dob+basszus
A Dob+Basszus egy zenetörténeti műsor volt az M1-en, amit Lévai Balázs vezetett. Az epizódok a zenei korszakokra jellemző dalok segítségével mutatták be az adott kor hangulatát, életstílusát, gondolkodásmódját.
A műsor főcímzenéjét a Hiperkarma írta és adta elő, amely az együttes 2000-ben megjelent lemezén is hallható.
A műsor dalokat, jelenségeket, életműveket mutatott be, két és fél évig, 56 részen keresztül. Ez idő alatt több szakmai díjat is nyert. Azokat az témákat, zenei előadókat mutatta be, akik fontosak voltak, meghatározták a magyar popzene alakulását.
A műsorban legtöbbször, öt alkalommal Bródy János és Szikora Róbert szerepelt.

## Történet
A Dob+Basszus 2005 őszén került először adásba az M1-en, "Két dal - egykor" alcímmel. A műsor gerincét két, azonos évben sikeres dal alkotta. Minden korszaknak megvan ugyanis a meghatározó dala, slágere, amely tulajdonképpen sokkal több, mint csupán egy néhány perces „szám”. Visszaadja a korszak hangulatát, életstílusát, gondolkodásmódját stb., jelkép. Ha megszólal a rádióban, sok-sok embernek idéz fel valamit: emlékeket, fiatalságot, egy meghatározott korszakot, tehát képes arra, hogy tökéletesen visszaadjon rengeteg apró dolgot, amelyet esetleg bele sem írtak. Az úgynevezett könnyűzene sikere és létjogosultsága ellen évtizedeken át ágáltak a magas kultúra képviselői, mondván e zenei ág ízlést rombol, silány minőséget termel és félreneveli a fiatalságot. Néhány évtizeddel később már csak nagyon kevesen gondolják azt, hogy ezek a dalok ne tartoznának az adott korszak kultúrájához. Hogyan viszonyul más művészeti ágakhoz a könnyűzene és pontosan mit tud adni ezeken a dalokon keresztül a kultúra egészének? Erre is választ keresett ez a sorozat. Egy-egy 52 perces adás mindig egy adott évből mutatott be két eltérő karakterű nagy slágert, s ezek megszületését, hatástörténetét vizsgálta.
A műsor pozitív fogadtatása és a hamarosan bekövetkező elsöprő siker még a készítőket is meglepte. A visszajelzések szerint "minősége annyira jó, hogy szinte nem is tűnik hazai produkciónak". Ötletes felépítése, jó ritmusa, kreatív képi és tartalmi megoldásai miatt remek kritikákat kapott, nézőinek száma folyamatosan növekedett.
Egy részben a dalokon kívül sok híresség szólalt meg az adott korszakból: színész, filozófus, zenésztárs, esztéta, lemezkiadó, politikus, sportoló. Elmondták, mit jelentett nekik a dal, mi történt akkoriban éppen velük - de megszólaltattak mai fiatalokat, hírességeket is... 

A korabeli hangulatot illusztrálandó, sok archív felvételt épített be a műsor: korabeli híradók, riportműsorok reklámfilm és játékfilm részletek is fontos szerepet kaptak a kor felidézésében. Forgattak a korabeli meghatározó helyszíneken (már ami azokból maradt), valamint sok ötletet, humort, finom iróniát csempésztek a sorozatba (például egy ismert nyelvész elemezte minden részben az adott dalszöveget, állandó kritikusok meséltek a dalokról, vagy kipróbálták, hogyan szólna a dal mai hangszereléssel).
Egy évad adás és három Kamera Hungária díj bezsebelése után a műsor tematikája megváltozott. Egy-egy adás már nem dalpárokkal, hanem olyan témákkal foglalkozott, mint például Magyar popzene kontra világsiker, One hit wonder - egyszámos előadók, Popmágusok (menedzserek a könnyűzenében), Legendás magyar filmdalok, Megfigyeltek és megfigyelők a poptörténelemben, Rajzfilmslágerek stb.
24 adás után a következő évadban a műsor immár heti rendszerességgel jelentkezett 30 percben. Miközben két újabb Kamera Hungária díjat elnyert, az új tematika szellemében továbbra is olyan izgalmas kérdéseket dolgozott fel, mint például A magyar supergroupok, Legendás frontemberek, A magyar underground mítosza stb. A tematikus adások mellett egy-egy zenekarra, előadóra is fókuszált a műsor, így készültek a ma akár a YouTube-on is fellelhető Tankcsapda, Ákos, Quimby-műsorok.
A Dob+Basszus 56 adás után, 2007 decemberében ért véget. Ám ahogy az évek teltek egyre több együttes jelent meg a magyar könnyűzenei palettán, egyre több feldolgozható témát szolgáltatva a készítőknek. Akik nem is voltak restek, majd két év kihagyás után a Bárka Színház színpadán új formában, új tartalommal tért vissza a műsor: elindult a Dob+Basszus LIVE. Ami változatlan: legendás figurák, korszakos dalok, szellemes szakértői megfejtések. Ami új: élőben játsszanak az est főszereplői, akik a dalok között szemtől szembe állnak/ülnek rajongóikkal és bírálóikkal. Az élveboncolás során még azt is elszenvedik, hogy a meghívott költő egyik slágerüket kissé átértelmezze, s ráadásul ezt az átiratot ők elő is adják. Amikor kicsit szóhoz jutnak, mesélnek a dalok születéséről, arról, hogy nekik mit jelentenek.

## Epizódok
| 1. 1981 - KFT: Bábu vagy - Hungária: Limbó hintó (2005. szeptember 23.) 2. 1973 - Koncz Zsuzsa: Ha én rózsa volnék - Bergendy: Darabokra törted a szívem (2005. október 7.) 3. 1989 - Bonanza Banzai: Induljon a banzáj - Exotic: Trabant (2005. október 21.) 4. 1979 - Beatrice: Nagyvárosi farkas - Neoton Família: Santa Maria (2005. november 3.) 5. 1968 - Omega: Gyöngyhajú lány - Szécsi Pál: Gedeon bácsi (2005. november 18.) 6. 1983 - R-GO: Bombázó - A. E. Bizottság: Szerelem (2005. december 2.) 7. 1990 - Bikini: Közeli helyeken - Kispál és a Borz: Szőkített nő (2005. december 16.) 8. 1970 - Korda György: Lady Karnevál - Metro: Kócos kis ördögök (2005. december 30.) 9. 1980 - Hernádi Judit: Soha se mondd - Hobo Blues Band: Kőbánya Blues (2006. január 13.) 10. 1977 - Máté Péter: Ez majdnem szerelem volt - Cseh Tamás: Budapest (2006. január 28.) 11. 1995 - Republic: Szállj el, kismadár - Animal Cannibals: Yozsefváros (2006. március 10.) 12. 1967 - Illés: Ne gondold - Poór Péter: Fekete vonat (2006. március 24.) 13. 1984 - Cserháti Zsuzsa és Charlie: Száguldás, Porsche, Szerelem - Európa Kiadó: Igazi hős (2006. április 14.) 14. 1999 - Sub Bass Monster: Nincs nő, nincs sírás - Tankcsapda: Mennyország Tourist (2006. április 28.) 15. 1978 - Szűcs Judith: Táncolj még - P. Mobil: Kétforintos dal (2006. május 12.) 16. 1976 - Generál: Könnyű álmot hozzon az éj - LGT: Neked írom a dalt (2006. május 26.) 1. Magyar könnyűzene kontra világsiker (2006. szeptember 15.) 2. Egyszer sikerült - egyszámos előadók (2006. szeptember 29.) 3. Színész-énekesek (2006. október 13.) 4. Híres magyar rajzfilmdalok (2006. október 27.) 5. Táncdalfesztiválok sztárjai (2006. november 10.) 6. Híres magyar filmdalok (2006. november 24.) 7. Híres duettek (2006. december 8.) 8. Nők, nők, nők (2006. december 22.) 1. Lemezlovasok - Legendás magyar DJ-k (2007. február 3.) 2. Első Emelet: Kis generáció - nagy slágerekkel (2007. február 10.) 3. Hatalom és zene (2007. február 17.) 4. A magyar Elvis: Komár László (2007. március 3.) 5. Női zenekarok (2007. március 10.) 6. Sodor a funky (2007. március 17.) 7. A magyar rapzene sikertörténete (2007. március 24.) 8. Popmenedzserek (2007. március 31.) 9. A mulatós zene sztárjai (2007. április 7.) 10. Az Ákos sztori (2007. április 14.) 11. A magyar rapzene sikertörténete (?) (2007. április 21.) 12. Botrányos dalok (2007. április 28.) 13. A kőfalak leomlanak - Korál (2007. május 19.) 14. Katona Klári (2007. május 26.) 15. Frontemberek (2007. június 2.) 16. Nyári slágerek (2007. június 9.) 17. Autók (2007. szeptember 8.) 18. Éjszakai élet (2007. szeptember 15.) 19. Az internet sztárjai (2007. szeptember 29.) 20. Quimby (2007. október 6.) 21. A világzene honi története és sztárjai (2007. október 13.) 22. A nagy magyar rock'n'roll blődli - Z'zi Labor (2007. október 20.) 23. Üzlet kontra popzene - Kozso (2007. október 27.) 24. A dzsungel könyve (2007. november 3.) 25. Humor és popzene (2007. november 10.) 26. Skorpió (2007. november 17.) 27. Tinisztárok egykor és ma (2007. november 24.) 28. Álmodj, királylány! (2007. december 1.) 29. Alkohol & Rock 'n' Roll (2007. december 8.) 30. Zalatnay Sarolta (2007. december 15.) 31. Demjén Ferenc (2007. december 22.) 32. Itt a vége (2007. december 29.) |